# Hibiscus hareyae
Espèce
Statut de conservation UICN

 VU B2ab(iii) : Vulnérable
Hibiscus hareyae est une espèce de plantes à fleurs dicotylédones de la famille des Malvaceae. C'est un arbuste endémique de Tanzanie.
C'est l'une des 10 espèces sélectionnées par les botanistes des jardins botaniques royaux de Kew parmi les 156 espèces de plantes et de champignons décrites en 2020.

## Étymologie
L’épithète spécifique « hareyae »  rend hommage à Hareya Fassil, en reconnaissance de son travail sur la conservation des ressources phytogénétiques et le rôle des médicaments traditionnels à base de plantes en Afrique.

## Description
Hibiscus hareyae est un arbuste à port dressé, ou étalé à grimpant, pouvant atteindre 2 à 4 m de haut et 6 m de large, souvent sans feuilles ou presque au début de la floraison. Les branches élancées, sont pendantes et arquées vers le sol.
Les feuilles, caduques pendant la saison sèche, sont vert clair à la face supérieure, de forme ovale, oblongue ou elliptique, de 1,8 à 3 cm de long sur 0,9 à 1,8 cm de large. Elles présentent des stipules brun-violet, brillantes, largement triangulaires.

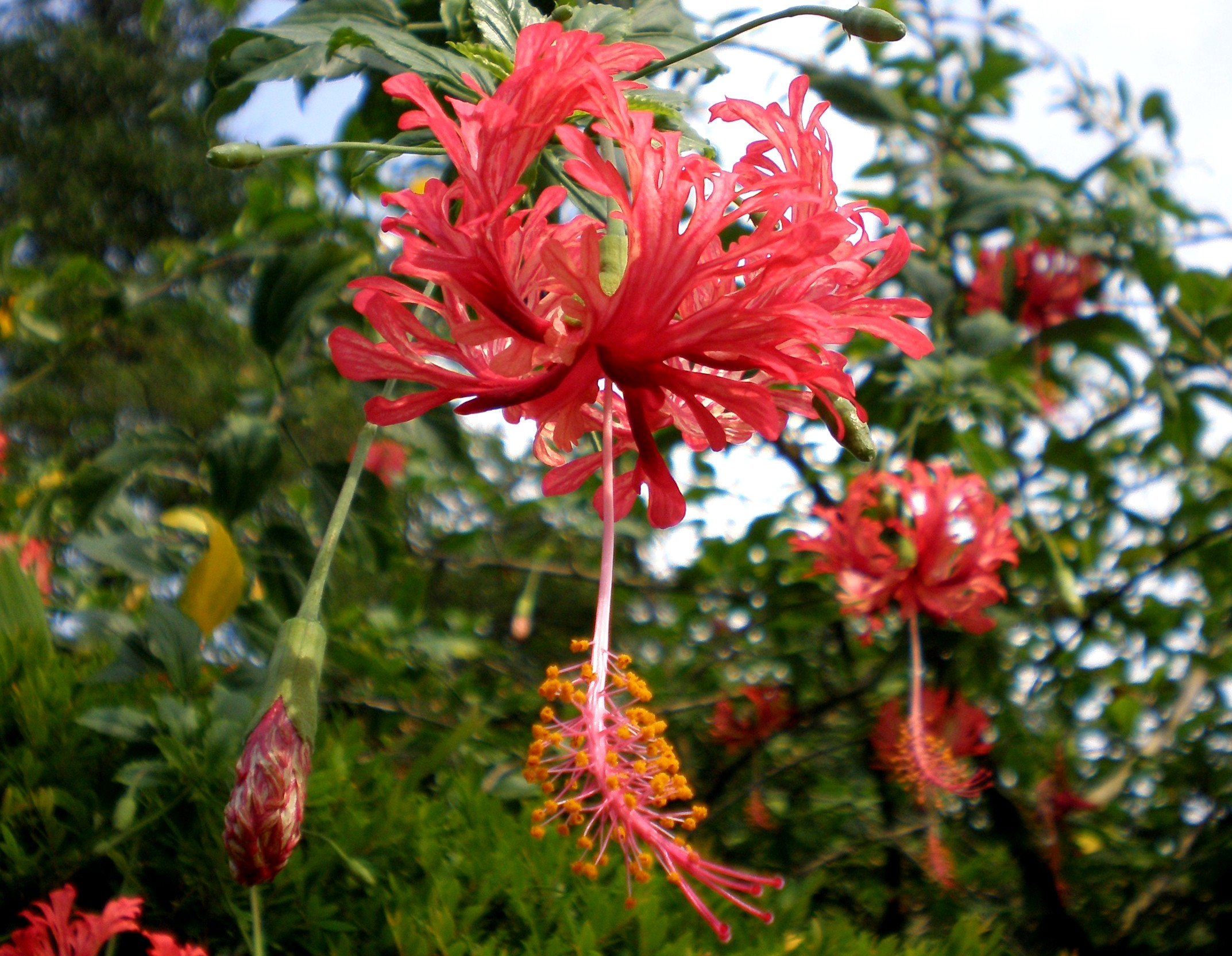
Fleurs de Hibiscus schizopetalus. H. schizopetalus et H. hareyae sont les deux seules espèces du genre Hibiscus à pétales laciniés.

Les fleurs, de 6 à 8,5 cm de large, apparaissant souvent sur des branches sans feuilles, sont solitaires ou plus généralement groupées aux aisselles supérieures des feuilles absentes, portées par des pédoncules pendants. Le calice vert pâle, légèrement campanulé, forme un tube d'environ 2 cm de long sur 4 mm de large à la base jusqu' à 1 cm de large à l'apex, et présente 3 à 4 lobes triangulaires de 4 à 5 mm de long. 
La corolle est composée de 5 pétales 5, brièvement griffés, au limbe ovale-elliptique, d'environ 3 à 3,5 de large sur 2,5 à 3 cm de long, fortement divisé (pennatifide) jusqu'à la ligne médiane, avec des segments de 1 à 2 mm de large, de  couleur  rose foncé ou rouge bordeaux sur la face adaxiale, mais blanc à rose clair à la base, et rose-cramoisi ou rouge et jaune à la face abaxiale.
La colonne staminale  de 5 à 6 cm de long, de couleur rose, élancée, porte de nombreuses étamines (100 à 110), aux filaments de 7 à 10 mm de long, aux anthères orange, oblongues, produisant un  pollen jaune ou orange. Le style, exserté de 1 cm environ au-delà de l'androcée, se divise en 5 branches étalées portant des stigmates de1 mm de diamètre, rouge-cramoisi.
Les fruits sont des capsules, vert pâle, d'environ  2,2 cm de long sur 0,8 cm de large, à 5 valves acuminées. Les graines sont inconnues.

## Histoire
La nouvelle espèce a été découverte par Lex Thomson (d), spécialiste australien des Hibiscus, lors de l'examen en ligne d'images historiques de spécimens d'herbier, relatives à Hibiscus schizopetalus provenant notamment du catalogue de l'herbier de Kew, à la recherche de disjonctions morphologiques. Les premières mesures morphologiques, effectuées à partir de ces images, ont permis de constater qu'il s'agissait d'une espèce distincte. Ce diagnostic a été confirmé par d'autres caractères morphologiques ou écologiques. En particulier, les deux espèces se distinguent par le port de la plante, leur habitat et leur distribution allopatrique.
Les premiers spécimens de Hibiscus hareyae ont été collectés au début des années 1870 dans le sud-est de la Tanzanie par le botaniste britannique John Kirk et considérés comme une variante géographique de l'espèce précédente dont il collecta des spécimens en 1873 dans le sud-est du Kenya,.
.

## Répartition et habitat

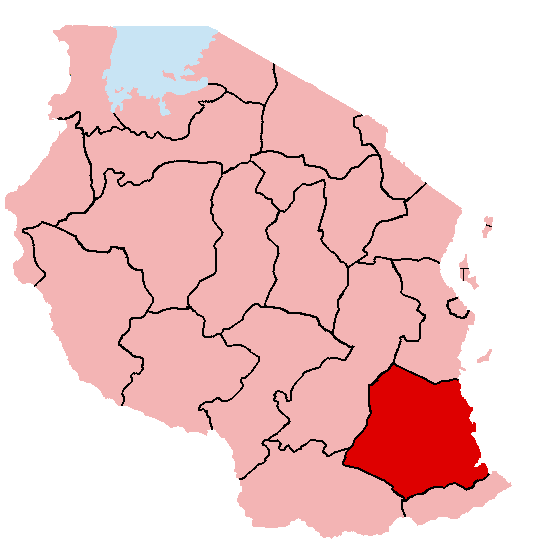
L'aire de répartition de Hibiscus hareyae se situe dans l'est de la région de Lindi (en rouge sur la carte de la Tanzanie).

Hibiscus hareyae est une espèce endémique du sud de la Tanzanie. Son aire de répartition naturelle très restreinte s'étend une zone d'environ 140 sur 20 kilomètres, de 8,5 ° à 10 ° de latitude Sud, dans les districts de Kilwa et Lindi (province de Lindi). 
Elle se rencontre dans les fourrés côtiers de feuillus, généralement sur des formations de calcaire corallien, parfois près de la mangrove.
C'est une espèce classée comme « vulnérable » (VU) par l'UICN.

## Utilisation potentielle
Bien que cette espèce soit inconnue en culture, Hibiscus hareyae a un potentiel élevé comme plante ornementale, compte tenu du fait que Hibiscus schizopetalus, espèce très proche sur le plan botanique, est largement cultivée à cette fin dans toutes les régions tropicales du monde, et que la nouvelle espèce supporte des climats plus secs.

## Publication originale
Lex A. J. Thomson et Martin Cheek, « Discovered online: Hibiscus hareyae sp. nov. of sect. Lilibiscus (Malvaceae), threatened in coastal thicket at Lindi, Tanzania », Kew Bulletin, vol. 75, no 51,‎ 9 décembre 2020 (ISSN 1179-3163 et 1179-3155, DOI 10.11646/phytotaxa.461.4.5, lire en ligne, consulté le 20 décembre 2020)